# Linia kolejowa nr 223
Linia kolejowa nr 223 – linia kolejowa łącząca stację Czerwonka ze stacją Ełk. Przebiega przez Biskupiec Reszelski, Mrągowo, Mikołajki i Orzysz. Od 1 września 2009 odcinek Mrągowo – Ełk został zamknięty dla ruchu pasażerskiego. W rozkładzie 2009/2010 kursowała tylko jedna para pociągów Mrągowo – Olsztyn Główny, a od 2010 linia jest całkowicie zamknięta dla ruchu pasażerskiego. W 2016 roku odcinek Mrągowo - Orzysz został całkowicie zamknięty dla ruchu towarowego, w związku z czym jest jedynym odcinkiem wyłączonym całkowicie z ruchu.

## Historia
W roku 1872 wieś Czerwonka (daw. Rothfließ) uzyskała dostęp do kolei dzięki budowie stacji kolejowej przy nowo powstałej linii kolejowej Toruń–Wystruć. 26 lat później wieloletnie plany zakładające połączenie Królewca z pojezierzem mazurskim zostały zrealizowane dzięki ukończeniu w 1898 roku linii kolejowej z Cynt do miejscowości Ruciane-Nida. 1 września tego samego roku uruchomiono połączenia pasażerskie na odcinku z Biskupca do Mrągowa.
2 października 1911 roku został oddany do użytku dalszy odcinek linii z Mrągowa do Orzysza, a cztery lata później, 15 czerwca 1915 roku, ukończono budowę ostatniego odcinka z Orzysza do Ełku.
Wraz z końcem II wojny światowej cała linia znalazła się na ziemiach polskich i została wcielona we władanie PKP. Jej ponowne otwarcie nastąpiło w latach 1947–1949.
W 2007 roku od maja do końca września po linii kursował codziennie nocny pociąg "Masuren-Express" z Berlina do Ełku uruchamiany przez DB AutoZug. 1 września 2009 roku zlikwidowano ruch pociągów pasażerskich pomiędzy Mrągowem a Ełkiem, zaś w rozkładzie 2009/2010 jeździła już tylko jedna para pociągów Mrągowo–Olsztyn Główny, którą ostatecznie zawieszono w 2010 roku.
Od 19 do 22 kwietnia 2013 na odcinku Mrągowo - Mikołajki odbył się przejazd pociągu specjalnego rel. Olesno Śląskie - Mikołajki.
W latach 2009–2011 został wyremontowany odcinek od stacji Orzysz do stacji Ełk. Ze względu na znajdujący się w Orzyszu garnizon oraz poligon wojskowy odcinek ten ma znaczenie wojskowe. Obowiązuje na nim prędkość 80 km/h. Przejezdny był także odcinek Mrągowo - Czerwonka, umożliwiający kursowanie pociągów towarowych.
W 2018 roku podpisano porozumienie na modernizację odcinka Czerwonka - Biskupiec Reszelski, która umożliwi obsługę bocznicy szlakowej płyt wiórowych w Biskupcu Reszelskim, natomiast w 2019 roku umowę na jej modernizację do prędkości 80 km/h, którą wykona firma Torhamer Gdynia. Firma Egger, właściciel fabryki płyt wiórowych, zobowiązała się do budowy bocznicy szlakowej od stacji w Biskupcu Reszelskim do fabryki w miejscowości Biskupiec-Kolonia Druga. W ramach prac modernizacyjnych wymieniana jest nawierzchnia torowa, urządzenia srk na przejazdach kolejowo-drogowych, zabudowane zostaną urządzenia elektrycznego ogrzewania rozjazdów, oświetlenie rozjazdów oraz semafory świetlne w stacji Biskupiec Reszelski.
16 lipca 2019 roku do stacji w Mrągowie dotarł pociąg retro organizowany przez Instytut Rozwoju i Promocji Kolei.